# Максим Оса
Максим Оса — украинский комикс Игоря Баранько про одноимённого казака Корсунского полка, жившего в 17-м веке. Комикс создан в жанре мистического детектива. Первый выпуск был издан в 2008 году одесским издательством «Евгениос»

## Сюжет
Казак и пират Максим Оса в 1636 году возвращается в Запорожскую Сечь после рейдов на Крым против турок. Дома он обнаруживает, что его считают погибшим, а его тело похоронено. Заявление о том что он не умер, даже его бывшая невеста принимает за ложь обвиняя в самозванстве. Как только Максим прибывает на место своей могилы с ним начинает происходить ещё более закрученная мистика.

## Экранизация
В 2017 году планировался выпуск фильма на основе комикса; съёмки фильма были начаты в 2013 году, По состоянию на январь 2019 года съёмки приостановлены и дата продолжения неизвестна.

## Признание
Комикс в 2011 году был удостоен награды на международном фестивале рисованных историй Коммиссия